# Hanna Steinmüller
Hanna Skrollan Steinmüller (nascida a 9 de abril de 1993) é uma política alemã da Aliança 90/Os Verdes que serve como membro do Bundestag desde as eleições federais alemãs de 2021, representando o círculo eleitoral de Berlim Mitte.

## Carreira política
No parlamento, Steinmüller tem servido no Comité de Habitação, Desenvolvimento Urbano, Construção e Governo Local. Nesta qualidade, é também relatora do seu grupo parlamentar sobre habitação e desenvolvimento urbano.